# Тигри Донбасу
«Ти́гри Донба́су» — регіональний професійний спортивний клуб регбі з Донецька. Створений на початку 2006 року.
Клуб 2 рази ставав срібним призером чемпіонату України й 3 рази бронзовим призером чемпіонату України. У 2008 і 2009 році команда клубу з регбі-7 ставала чемпіоном України.
Президент і головний тренер Антон Леонідович Бойко. Він був визнаний найкращим тренером з підготовки юнаків 1994–1996 років народження в сезоні регбі-15 2008 року.

## Регбіліг
На початку 2009 року була створена команда для гри в регбіліг. Домашні ігри проводяться на стадіоні «Олімп». В команді грає молодь і юнацтво з Донецька, а також з ДЮСШ Авдіївки і Ясинуватої. В основній команді середній вік гравців становить 20 років.
Команда брала участь в Чемпіонаті України з регбіліг 2009 року
Бомбардири: Петровський П., Генов С., Залюбовський В., Маліновський С., Юркин І..

## Регбі-15
У 2008 році команда «Тигри Донбасу» з регбі-15 грала у фіналі Чемпіонату України з регбі-15 серед юнаків 1993–1994 років народження.

## Регбі-7
У 2008 і 2009 році команда «Тигри Донбасу» з регбі-7 посідала перше місце в Чемпіонаті України з регбі-7 серед юнаків 1994 року народження. Склад команди: Сергій Мисаков, Дмитро Конєв, Артем Ловчиков, Дмитро Хивренко, Олександр Романенко (капітан команди), Михайло Кириченко й ін.